# 10-річчя Національного банку України (монета)
«10-рі́ччя Націона́льного ба́нку Украї́ни» — ювілейна монета номіналом 5 гривень, випущена Національним банком України, присвячена головному банку України — єдиному емісійному центру держави, що проводить послідовну монетарну політику, забезпечує ефективне функціонування банківської системи країни і стабільність національної грошової одиниці — гривні.
Монету введено в обіг 29 березня 2001 року. Вона належить до серії «Відродження української державності».

## Опис монети та характеристики
| Номінал грн. | Метал      | Маса, г | Діаметр, мм | Якість виготовлення | Гурт     | Тираж, штук |
| ------------ | ---------- | ------- | ----------- | ------------------- | -------- | ----------- |
| 5            | нейзильбер | 16,54   | 35,0        | звичайна            | рифлений | 50 000      |

### Аверс
На аверсі монети між двома орнаментованими прорізами розміщено малий Державний Герб України та написи в чотири рядки: «УКРАЇНА», «2001», «5», «ГРИВЕНЬ» та логотип Монетного двору Національного банку України.

### Реверс

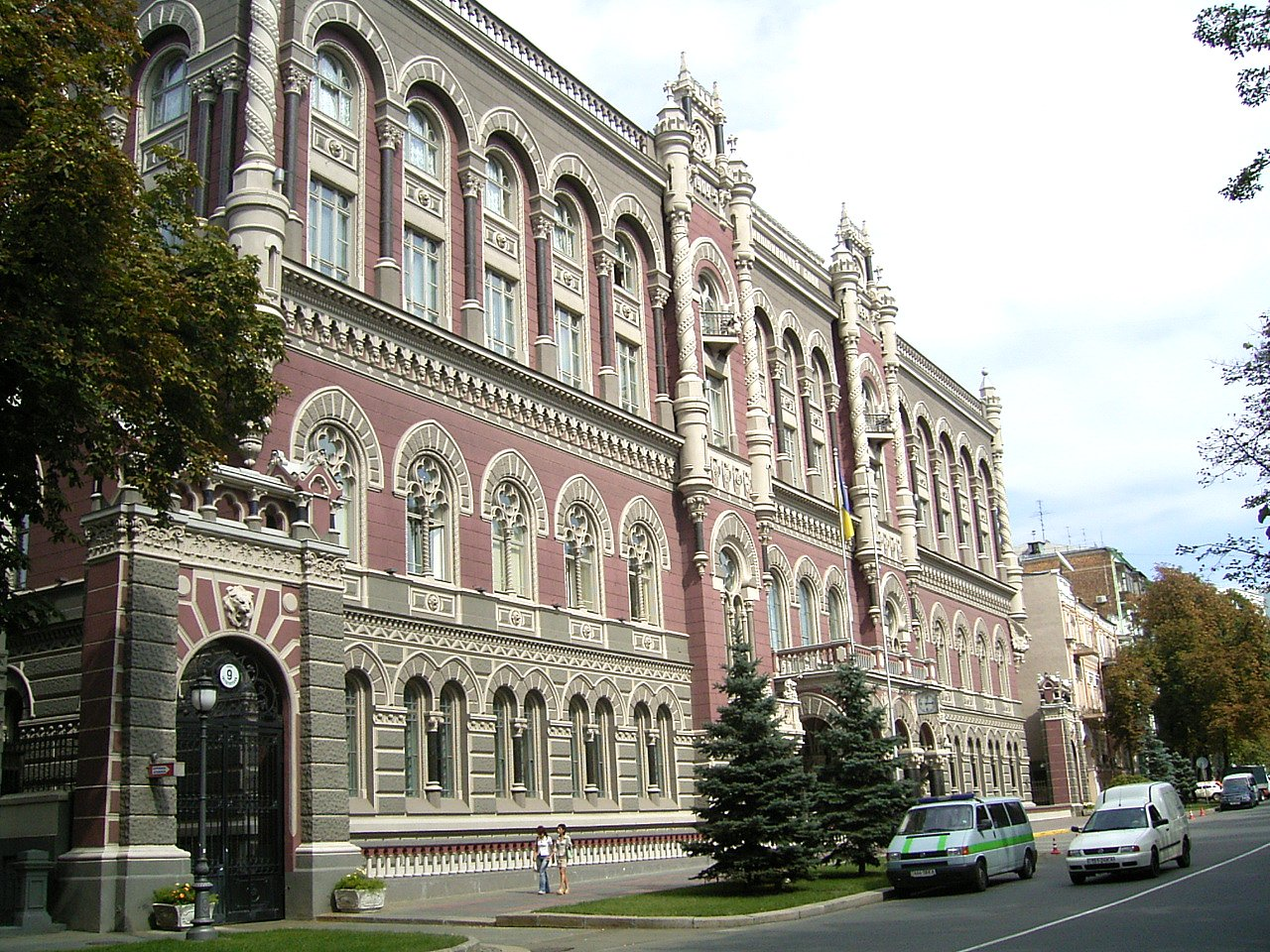
Будівля Національного банку України

На реверсі монети зображено фасад головного корпусу банку (архітектори О. В. Кобелєв, О. М. Вербицький), над яким розміщено логотип Національного банку України та круговий напис: «НАЦІОНАЛЬНИЙ БАНК УКРАЇНИ», внизу в два рядки — «10 РОКІВ».

## Автори
- Художники: Бєляєв Сергій, Дем'яненко Володимир.
- Скульптори: Дем'яненко Володимир, Іваненко Святослав.

## Вартість монети
Ціна монети — 5 гривень, була вказана на сайті Національного банку України у 2011 році.
Фактична приблизна вартість монети з роками змінювалася так:
| Рік        | 2010 | 2011 | 2012 | 2013 | 2014 | 2015 | 2016 | 2017 | 2018 | 2019 | 2020 | 2021 | 2022 | 2023 | 2024 | 2025 |
| ---------- | ---- | ---- | ---- | ---- | ---- | ---- | ---- | ---- | ---- | ---- | ---- | ---- | ---- | ---- | ---- | ---- |
| Ціна, грн. | 45   | 50   | 50   | 60   | 80   | 150  | 165  | 170  | 190  | 190  | 160  | 200  | 240  | 320  | 370  | 380  |